# Grodzisko (district Gołdap)
Grodzisko (Duits: Grodzisko; 1925-1938: Schloßberg; 1938-1945: Heidenberg) is een plaats in het Poolse woiwodschap Ermland-Mazurië, in het district Gołdap. De plaats maakt deel uit van de landgemeente Banie Mazurskie en telt 250 inwoners.